# Wilsons Promontory National Park
Wilsons Promontory National Park är en nationalpark i Australien.   Den ligger i regionen South Gippsland och delstaten Victoria, i den sydöstra delen av landet, 500 km sydväst om huvudstaden Canberra. Wilsons Promontory National Park ligger 113 meter över havet.
I omgivningarna runt Wilsons Promontory National Park växer i huvudsak städsegrön lövskog.